# Фискер, Якоб Лунд
Якоб Лунд Фискер (родился в 1975 году) — датский астрофизик и писатель. Известен как автор концепции экстремально раннего выхода на пенсию, завоевавшей множество последователей. В книге Фискера Early Retirement Extreme описываются способы достижения финансовой независимости при среднем доходе.

## Жизнь
Фискер получил степень cand.scient. по физике и математике в Орхусском университете, а также степень PhD по теоретической физике в Базельском университете в Швейцарии. В Орхусе он получал государственную стипендию для студентов университетов Statens Uddannelsesstøtte. Хотя после получения учёных степеней доходы Фискера постепенно росли, он сохранил уровень расходов, который примерно соответствовал его студенческой стипендии. Уже будучи доктором наук он сохранял 80 % своих доходов и достиг финансовой независимости меньше чем за пять лет. Фискер считает, что вышел на пенсию в 2009 году в возрасте 33 лет, когда он завершил свою карьеру в астрофизике, при этом его собственный капитал в 25 раз превышал годовые расходы в 7000 долларов США. Уже после достижения финансовой независимости и выхода на пенсию он три года поработал специалистом по количественному анализу, объясняя это личными интересами. Фискер постоянно проживает в Чикаго, США.

## Личные финансы
По мере роста доходов Фискер поначалу сберегал часть средств на срочном счету. Позднее он понял, что эти деньги можно вложить в фондовый рынок, чтобы получить дополнительную прибыль. Он осознал, что может быстро и гарантировано стать финансово независимым из-за значительной разницы в доходах (средних) и расходах (экстремально низких). Это привело его к выводу, что относительное богатство (доход или материальные блага относительно расходов) важнее, чем абсолютное. Для обсуждения своих идей в 2007 году Фискер завёл блог Early Retirement Extreme, что в конечном счёте привело к написанию одноимённой книги, опубликованной в 2010 году. По состоянию на 2020 год было продано более 45 000 экземпляров.
В книге приводится математическое обоснование влияния нормы сбережений на возможность выхода на пенсию. Обычно финансовые советники рекомендуют сохранять 10—15 % от дохода. При такой норме сбережений (если не рассматривать влияние доходности инвестиций и сложного процента) на формирование капитала, равного расходам за один год, уходит от пяти до десяти лет. Однако если сохранять 75 % дохода, за один год работы можно сформировать капитал, равный расходам за три года. Высокая норма сбережений позволяет выйти на пенсию гораздо раньше.
Чтобы добиться снижения расходов Фискер применил к личным финансам теорию систем. Например, вместо того, чтобы искать самое дешёвое жильё и самую дешёвую машину, можно поискать недорогую квартиру в пешей доступности от работы и супермаркета, чтобы исключить расходы на машину, так как в ней больше не будет необходимости.

### Прочие работы
- Jacob Lund Fisker. The Laws of Energy // The Final Energy Crisis (англ.) / edited by Andrew McKillop. — London: Pluto Press, 2005. — P. 74—86. — ISBN 978-0745320922.
- Jacob Lund Fisker. Escape the Spend-Earn Cycle (англ.) // New Escapologist : журнал. — 2011. — No. 5. — ISSN 1755-5671.
- Глава в книге Idler 44: Mind Your Business (2011) под редакцией Тома Ходжкинсона, ISBN 978-0954845629 .
- Michael L. F. Slavin, Jacob Lund Fisker. Wealth and Savings // One Million in the Bank How to Make $1,000,000 with Your Own Business, Even If You Have No Money Or Experience (англ.). — Golden Mean Press, 2015. — 212 p. — ISBN 978-0996118606.